# Черниц
Черниц или Церск (њем. Tschernitz, длсрп. Cersk) општина је у њемачкој савезној држави Бранденбург. Једно је од 30 општинских средишта округа Шпре-Најсе. Према процјени из 2010. у општини је живјело 1.486 становника. Посједује регионалну шифру (AGS) 12071392.

## Географски и демографски подаци
Черниц или Церск се налази у савезној држави Бранденбург у округу Шпре-Најсе. Општина се налази на надморској висини од 129 метара. Површина општине износи 13,2 km². У самом мјесту је, према процјени из 2010. године, живјело 1.486 становника. Просјечна густина становништва износи 112 становника/km².